# Montigny-les-Jongleurs
Montigny-les-Jongleurs (picardisch: Montigny-chés-Jougleus) ist eine nordfranzösische Gemeinde mit 101 Einwohnern (Stand 1. Januar 2022) im Département Somme in der Region Hauts-de-France. Die Gemeinde liegt im Arrondissement Amiens und ist Teil der Communauté de communes du Territoire Nord Picardie und des Kantons Doullens.

## Geographie
Die Gemeinde liegt rund 24 Kilometer nordöstlich von Abbeville und rund sieben Kilometer nordwestlich von Bernaville zwischen Maizicourt und Heuzecourt.

## Geschichte
Fundstücke belegen eine gallo-römische Besiedlung. 
Der Ort ist im Jahr 1270 erstmals urkundlich nachgewiesen.

## Einwohner
| 1962 | 1968 | 1975 | 1982 | 1990 | 1999 | 2006 | 2011 |
| ---- | ---- | ---- | ---- | ---- | ---- | ---- | ---- |
| 139  | 113  | 114  | 94   | 88   | 82   | 76   | 87   |

## Verwaltung
Bürgermeisterin (maire) ist seit 2008 Marie-France Carpentier.

## Sehenswürdigkeiten

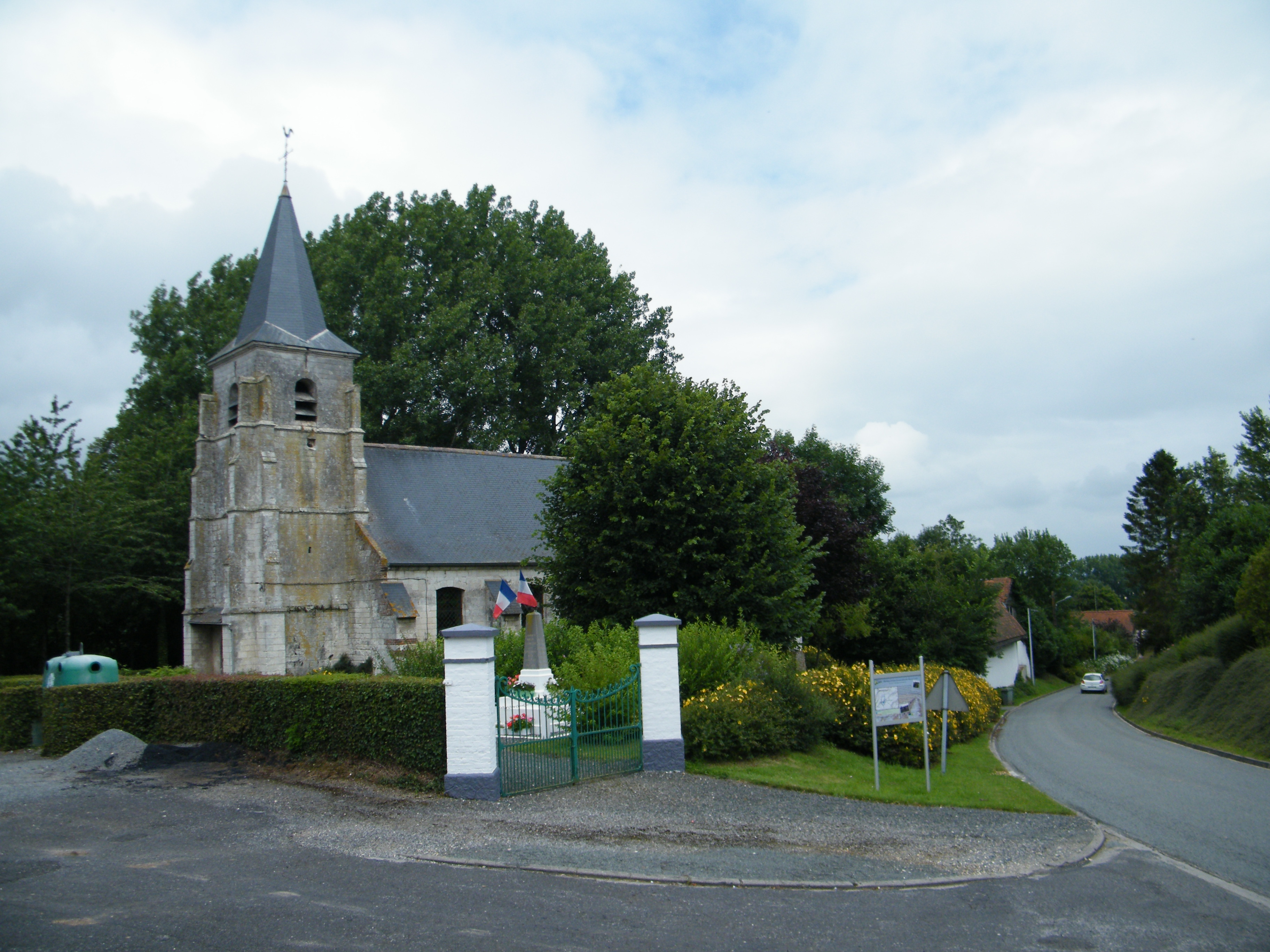
Kirche Notre-Dame-de-l‘Assomption

- Kirche Notre-Dame-de-l‘Assomption